# Miquel Sellarès
Miquel Sellarès i Perelló, né en 1946 à Barcelone, est un journaliste et homme politique catalan, résistant contre la dictature franquiste, personnalité des Mossos d'Esquadra, la police catalane.

## Biographie
Diplômé de philosophie, il participe aux faits de résistance des événements du Palais de la Musique catalane avec Jordi Pujol en 1963.
Il est l'un des fondateurs du journal Avui, alors clandestin, et de l'Assemblée de Catalogne en 1971.
Il est aujourd'hui l'une des personnalités reconnues de la politique et de la société catalanes.

## Ouvrages
- (ca) Un pas endavant, Barcelone, Mina, coll. « Arquer », 2008, 272 p. (ISBN 978-8496499973).
- (ca) Construint un Estat nou : Memòries polítiques, Barcelone, Angle editorial, 2014, 376 p. (ISBN 978-8415695998).